# Tōkai
Tōkai (jap. 東海市 Tōkai-shi) – miasto w Japonii, w prefekturze Aichi, na wyspie Honsiu, w okręgu przemysłowym Chūkyō, na południe od Nagoi.

## Położenie
Miasto położone w zachodniej części prefektury nad zatoką Ise.

## Historia
Miasto powstało 1 kwietnia 1969 roku w wyniku połączenia miasteczek Yokosuka (jap. 横須賀町) i Ueno (jap. 上野町) (z powiatu Chita).

## Populacja
Zmiany w populacji Tōkai w latach 1970–2015:
| Rok  | Populacja |
| ---- | --------- |
| 1970 | 86 608    |
| 1975 | 95 457    |
| 1980 | 96 048    |
| 1985 | 95 278    |
| 1990 | 97 358    |
| 1995 | 99 738    |
| 2000 | 99 921    |
| 2005 | 104 339   |
| 2010 | 107 690   |
| 2015 | 111 944   |

## Miasta partnerskie
- Turcja: Nilüfer, Bursa